# Syndrome de Pallister-Hall
 Mise en garde médicale
Le syndrome de Pallister-Hall est un syndrome associant un éventail d’anomalies, en particulier polydactylie, épiglotte bifide, hamartoblastome hypothalamique à une division des voies aériennes supérieures (larynx et trachée) avec décès néo natal.
Parfois le syndrome se manifeste uniquement par une polydactylie ou un tableau d’insuffisance surrénalienne néo-natale parfois mortelle.

## Étiologie
Mutation gène GLI3 situé au niveau du locus p13 du 7 codant la protéine en doigt de zinc.

## Description
Une des caractéristiques de cette maladie est que les familles atteintes présentent la même sévérité. Ces sévérités incluent retard de croissance (visage, petite oreille ou oreille atrophiée, absence de conduit auditif, oreille mal posée, microphtalmie, petit nez, antéversion des narines), division labiale et palatine, cardiopathie congénitale, appareil respiratoire, vision du larynx et de la trachée, imperforation anale, appareil uro-génital (dysplasie rénale, micropénis).
Du côté des membres, elles incluent syndactylie, polydactylie, raccourcissement et dislocation des hanches. Du côté neurologique : holoproencéphalie et hamartoblastome hypothalamique.

## Diagnostic
Le diagnostic de cette pathologie est purement clinique, la recherche de la mutation est encore du domaine de la clinique.
 (février 2012).
- Syndrome de McKusick Kaufman
- Syndrome de Holt-Oram
- Syndrome oro-facio-digital type 6
- Syndrome de Bardet-Biedl
- Syndrome de Holzgreve
- Syndrome de Smith-Lemli-Opitz

### Grossesse à haut risque
L'échographie permet de détecter la polydactylie mais l'absence de polydactylie ne garantit pas l'absence de maladie.